# Outeiro Maior
Outeiro Maior era una freguesia portuguesa del municipio de Vila do Conde, distrito de Oporto.

## Geografía
Hasta su extinción, la freguesia limitaba al sur con la de Parada, al este con las de Fradelos, perteneciente al municipio de  Vila Nova de Famalicão, y Balasar, esta del municipio de Póvoa de Varzim, y al norte y al oeste con la de Bagunte.
La freguesía consta de varios núcleos de población, de los cuales los principales, aparte de la cabecera, son los de Igreja, Quintandura, Friães, Fornelo, Santo Gido, Fontelheiros y Estivada.

## Historia
En su origen medieval, la freguesia, con el nombre de São Martinho de Outeiro Maior, fue una vicaría del monasterio de São Simão da Junqueira. Hasta 1836 perteneció al municipio de Barcelos, siendo adscrita entonces al de Póvoa de Varzim y pasando definitivamente en 1853 al de Vila do Conde.
Fue suprimida el 28 de enero de 2013, en aplicación de una resolución de la Asamblea de la República portuguesa promulgada el 16 de enero de 2013 al unirse con las freguesias de Bagunte, Ferreiró y Parada, formando la nueva freguesia de Bagunte, Ferreiró, Outeiro Maior e Parada.

## Patrimonio
En el patrimonio histórico-artístico de Outeiro Maior se cuenta la Casa o Quinta de Cavaleiros, casa solariega que constituye un ejemplo de arquitectura renacentista, actualmente en precario estado de conservación, cuya construcción se remonta a fines del siglo XV, con importantes reformas en los siglos XVI y XVIII.